# Kawczak
Kawczak (niem. Dohlenberg, 601 m n.p.m.) – góra w Sudetach Środkowych na północno-wschodnim obrzeżeniu Gór Bystrzyckich.
Szczyt oraz zbocza w większości porastają lasy świerkowe z niewielką domieszką gatunków liściastych. Wschodnie zbocze nazywane jest Pustki i dawniej było bardzo dobrym punktem widokowym oraz celem wycieczek z Bystrzycy Kłodzkiej. Obecnie, mimo zarośnięcia w części lasem nadal roztaczają się stamtąd rozległe widoki na Bystrzycę Kłodzką, Rów Górnej Nysy, Masyw Śnieżnika.
U południowego podnóża Kawczaka wznoszą się nieliczne zabudowania kolonii Stara Bystrzyca.